# HD 128311
HD 128311 è una stella nana arancione nella sequenza principale di magnitudine 7,45 situata nella costellazione di Boote. Dista 54 anni luce dal sistema solare. Nel 2002 fu scoperto un pianeta extrasolare orbitante attorno alla stella, e un altro fu scoperto nel 2005.

## Osservazione
Si tratta di una stella situata nell'emisfero celeste boreale, ma molto in prossimità dell'equatore celeste; ciò comporta che possa essere osservata da tutte le regioni abitate della Terra senza alcuna difficoltà e che sia invisibile soltanto nelle aree più interne del continente antartico. Nell'emisfero nord invece appare circumpolare solo molto oltre il circolo polare artico. Essendo di magnitudine pari a 7,5, non è osservabile ad occhio nudo; per poterla scorgere è sufficiente comunque anche un binocolo di piccole dimensioni, a patto di avere a disposizione un cielo buio.
Il periodo migliore per la sua osservazione nel cielo serale ricade nei mesi compresi fra fine marzo e agosto; da entrambi gli emisferi il periodo di visibilità rimane indicativamente lo stesso, grazie alla posizione della stella non lontana dall'equatore celeste.

## Caratteristiche fisiche
La stella è una nana arancione nella sequenza principale; possiede una magnitudine assoluta di 6,41 e la sua velocità radiale positiva indica che la stella si sta allontanando dal sistema solare.

## Sistema planetario
Nel 2002 un gruppo di ricercatori guidati da Paul Butler annunciò la scoperta di un pianeta extrasolare, HD 128311 b. Un altro pianeta, HD 128311 c, fu scoperto da Steven S. Vogt nel 2005. Le orbite dei due pianeti sono piuttosto eccentriche, e solo il pianeta più interno è parzialmente all'interno della zona abitabile. Data l'eccentricità però, la temperatura d'equilibrio varia da 155 a 217 K da quando transita per l'apoastro rispetto a quando si trova al periastro. 
Prospetto del sistema planetario
| Pianeta | Tipo            | Massa     | Periodo orb. | Sem. maggiore | Eccentricità | Scoperta |
| ------- | --------------- | --------- | ------------ | ------------- | ------------ | -------- |
| d *     | Gigante gassoso | 0,133 MJ  | 11,22 giorni | 0,092 UA      | 0,196        | 2014     |
| b       | Gigante gassoso | ≥1,769 MJ | 448,6 giorni | 1,084 UA      | 0,3          | 2002     |
| c       | Gigante gassoso | 3,789 MJ  | 919 giorni   | 1,74 UA       | 0,16         | 2005     |

* Non confermato